# استان آسکران
استان آسکران (به ارمنی: Ասկերանի շրջան) نام یکی از هشت استان جمهوری آرتساخ است. مرکز این استان شهر آسکران می‌باشد

## جغرافیا
استان آسکران ۱٬۲۲۱٫۹۲ کیلومتر مربع مساحت و ۱۶٬۹۷۹ نفر جمعیت دارد  واقع شده‌است. 

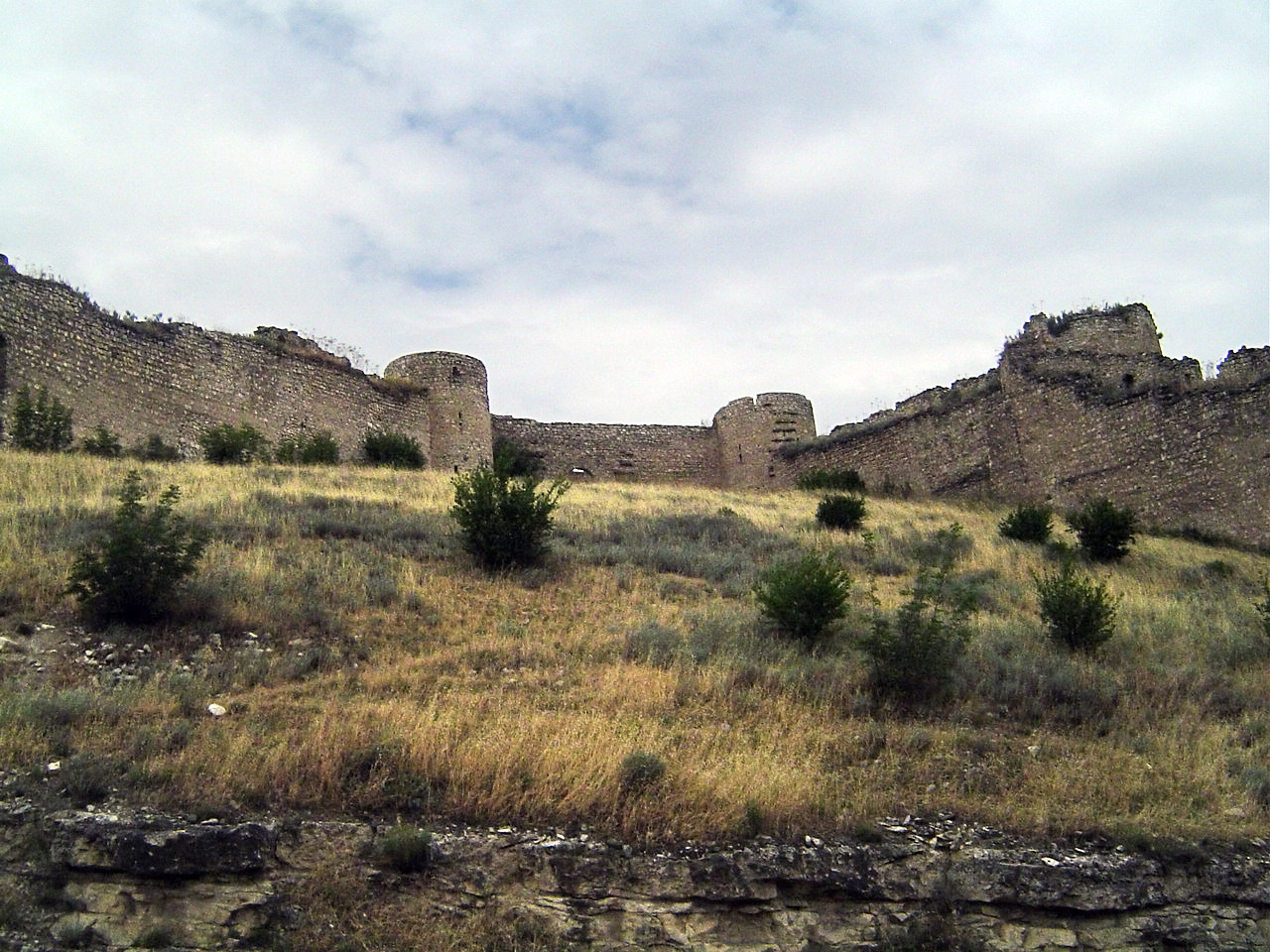
ویرانه‌های دژ آسکران